# Модиин-Илит
Модии́н-Или́т (ивр. מוֹדִיעִין עִלִּית‎; араб. موديعين عيليت‎; неофициальное название — Кирьят-Сефер) — израильский город; крупнейший город округа Иудея и Самария. Территориально расположен вне официально признанной территории Государства Израиль на Западном берегу реки Иордан, возле границы с Центральным округом Израиля в 6 км на северо-восток от Модиин-Маккабим-Реут.
Город находится приблизительно на половине пути из Тель-Авива в Иерусалим.
Барьер, окружающий город, отделяет его от близлежащей деревни Билин. Основан в 1994 году как город для ортодоксальных евреев. В 2008 году поселение получило статус города. Название первого квартала города, Кирьят-Сефер, закрепилось в качестве его неофициального названия.

## Население
По данным Центрального статистического бюро Израиля, население на начало 2020 года составляло 76 374 человека.
Согласно официальным данным (по состоянию на конец 2017 года), более 30 % жителей города это ультраортодоксальные евреи.
Суммарная рождаемость на 1 женщину в 2020 году составила ~ 7.16 детей, по данному показателю город занимает 1 место в Израиле по уровню рождаемости в городах.